# 76 mm fältkanon modell 00/02
76 mm fältkanon modell 00/02 var en rysk fältkanon i 76 millimeter kaliber, konstruerad 1902.
Ryssland hade sedan 1860-talet förlitat sig på fältkanoner som byggde på Krupps konstruktioner. Då de antogs hade de varit moderna konstruktioner, men Ryssland hade under decennierna som följde halkat efter teknologiskt. Då 76 mm fältkanon modell 00 antogs byggde den på ålderstigna system, det enda rekylsystemet var en fjädrad spade under axeln. Den visade sig otillräcklig och det dröjde inte länge innan en förbättrad version, 76 mm fältkanon modell 00/02 med ett förbättrat rekylsystem antogs. Kanonen tillverkades vid Putilovarsenalen i Sankt Petersburg. Kanonen hade en lavettsvans som huvudsakligen liknande den hos Krupps övriga modeller. Den var ursprungligen försedd med en sköld ofta togs den bort och ersattes av två säten ovanför hjulaxeln. Vid utbrottet av första världskriget hade fortfarande inte tillräckligt många kanoner tillverkats för att den skulle kunna ersätta äldre kanon modeller, produktionen fortsatte långt efter 1917. 1930 inleddes ett projekt för att modernisera dem till  76 mm fältkanon modell 02/30. Många omoderniserade kanoner fanns dock fortfarande kvar i bruk vid utbrottet av andra världskriget.